# Macau portuguès
El Macau portuguès cobreix la història de Macau des de l'establiment d'un assentament portuguès el 1557 fins al final del control colonial el 1999. Macau va ser la primera i última explotació europea a la Xina.
La història de Macau amb Portugal es pot dividir en tres períodes polítics diferents. El primer fou l'establiment de l'assentament portuguès el 1557 fins al 1849. Hi havia un sistema de jurisdicció mixta; els portuguesos tenien jurisdicció sobre la comunitat portuguesa i certs aspectes de l'administració del territori, però no tenien sobirania real. El segon va ser el període colonial, que els historiadors generalment el situen del 1849 al 1974. A mesura que la importància de Macau va créixer entre els altres territoris de l'Imperi Portuguès, la sobirania portuguesa sobre Macau es va reforçar i es va convertir en una part constitucional del territori portuguès. La sobirania xinesa durant aquesta etapa va ser principalment nominal. El 13 d'agost de 1862, la Xina de la dinastia Qing i Portugal van signar el tractat Sino-Portuguès de Pequín, en gran part un acord comercial, però també definia l'estatus polític i jurídic de Macau i indirectament establia la sobirania portuguesa, però la Xina no va ratificar el tractat i va quedar nul el 1864. Finalment, el tercer va ser el període de transició o període postcolonial, ocorregut després de la revolució de 1974 a Portugal fins al 1999.
Wu Zhiliang va identificar més concretament sis períodes:
- La primera relació entre els xinesos i els portuguesos (1514–1583)
- El període del Senado (Senat) (1583–1783)
- El declivi del Senado (1783–1849)
- El període colonial (1849–1976)
- El període d'autonomia del districte (1976–1988)
- El període de transició (1988–1999)